# ویرجینیا هال
ویرجینیا هال (به انگلیسی: Virginia Hall) یک جاسوس آمریکایی بود که برای سازمان اجرایی عملیات ویژه (SOE) بریتانیا در طول جنگ جهانی دوم و پس از آن برای دفتر خدمات راهبردی (OSS) و مرکز فعالیت‌های ویژه (SAD) آژانس اطلاعات مرکزی (CIA) فعالیت می‌کرد. او اولین زن و اولین غیرنظامی بود که به خاطر خدمات او در طول جنگ جهانی دوم، توانست نشان صلیب خدمات برجسته را دریافت کند. آلمانی‌ها و باربی به هال لقب آرتمیس را داده بودند. گشتاپو گزارش داد که او «خطرناک‌ترین جاسوس متفقین» است.

## اوایل زندگی
هال در سال ۱۹۰۶ در بالتیمور، مریلند متولد شد. او استعداد خارق‌العاده‌ای در آموختن زبان داشت و تحصیل خود را در کالج رادکلیف و کالج بارنارد در دهه ۱۹۲۰ ادامه داد، اما قصد داشت مطالعات خود را در اروپا به پایان برساند. او در فرانسه، آلمان و اتریش تحصیل کرد و سرانجام در سال ۱۹۳۱، به عنوان یک کارمند خدمات کنسولی در سفارت آمریکا در ورشو، لهستان مشغول به فعالیت شد. در سال ۱۹۳۲، در اثر یک حادثه پای چپ خود را از دست داد و یک پای چوبی را جایگزین آن کرد. او دیگر شانسی برای فعالیت‌های دیپلماتیک نداشت و در سال ۱۹۳۹ از وزارت امور خارجه آمریکا استعفا داد. او به آمریکا بازگشت و تحصیلات خود را در دانشگاه امریکن ادامه داد.

## جنگ جهانی دوم
هنگامی که جنگ در اروپا آغاز شد، او خود را به فرانسه رساند و به عنوان راننده آمبولانس در فرانسه مشغول به خدمت شد، تا اینکه فرانسه در اواسط سال ۱۹۴۰ تسلیم شد؛ بنابراین او به بریتانیا رفت و به SOE پیوست. او از اوت ۱۹۴۱ تا نوامبر ۱۹۴۲ تحت عنوان گزارشگر روزنامه نیویورک پست و با اسم رمز «ماری» به جاسوسی در فرانسه مشغول بود. هال از پای مصنوعی خود برای مخفی کردن اسناد و مدارک استفاده می‌کرد. در این مدت او در ایجاد مراکز مقاومت علیه نیروهای ویشی کمک شایانی نمود. در ژوئیه ۱۹۴۳، پس از بازگشت به بریتانیا، به‌طور مخفیانه عضو افتخاری نشان امپراتوری بریتانیا شد.
در سال ۱۹۴۴، هال به منظور بازگشت به فرانسه به اداره خدمات راهبردی ایالات متحده OSS، شاخه پیشین سازمان سیا پیوست. هال با اسم رمز «دایان» و در نقش پیرزن سالخورده در یک مزرعه به سازماندهی عملیات خرابکاری، پشتیبانی از گروه‌های مقاومت به صورت اپراتور رادیویی، نقشه‌برداری از مناطق و خرابکاری در جابجایی ارتش آلمان کمک کرد.

## پس از جنگ
پس از پایان جنگ، در یک مراسم خصوصی در OSS، ویرجینیا هال جایزه صلیب خدمات برجسته را به پاس خدماتش در طول جنگ جهانی دوم را دریافت کرد. در سال ۱۹۴۵ ترومن، OSS را منحل نمود و هال از OSS بیرون آمد. در سال ۱۹۵۰، او با پل گاستون گیلوت، یکی از اعضای OSS، ازدواج کرد. در سال ۱۹۵۱ هال به همراه همسرش به آژانس اطلاعات مرکزی که از اعضای پیشین OSS تشکیل شده بود، پیوستند. او در سال ۱۹۶۶ از آژانس اطلاعات مرکزی بازنشسته شد.